# Франческо Борелло
Франческо Борелло (італ. Francesco Borello, 16 січня 1902, Верчеллі — 9 травня 1979, Верчеллі) — італійський футболіст, що грав на позиції нападника, зокрема, за клуб «Про Верчеллі», у складі якої — дворазовий чемпіон Італії, а також за національну збірну Італії.

## Клубна кар'єра
У дорослому футболі дебютував 1919 року виступами за команду «Про Верчеллі» з рідного міста, в якій провів дев'ять сезонів, взявши участь у 154 матчах чемпіонату. В сезонах 1920/21 і 1921/22 виборював титул чемпіона Італії.
Протягом 1928—1929 років грав за команду «Б'єллезе», після чого ще на сезону повертався до «Про Верчеллі».

## Виступи за збірну
Навесні 1924 року провів свою єдину офіційну гру у складі національної збірної Італії.
Помер 9 травня 1979 року на 78-му році життя в рідному Верчеллі.
| Дата       | Місто | Господарі | Результат | Гості   | Турнір           | Голи | Примітки |
| ---------- | ----- | --------- | --------- | ------- | ---------------- | ---- | -------- |
| 09/03/1924 | Мілан | Італія    | 0 – 0     | Іспанія | товариський матч | -    |          |
| Усього     |       | Матчів    | 1         |         | Голів            | 0    |          |

## Титули і досягнення
- Чемпіон Італії (2):

«Про Верчеллі»: 1920–1921, 1921–1922